# Chotków
Chotków (deutsch Hertwigswaldau) ist ein Dorf in der Landgemeinde Brzeźnica im Powiat Żagański der Woiwodschaft Lebus in Polen.

## Geschichte
Das Dorf wurde erstmals 1328 urkundlich erwähnt und war damals im Besitz der Herren von Nostitz. 1559 wurde es von Fabian von Schoenaich erworben. Ende des 16. Jahrhunderts gehörte es dem Heinrich von Dohna, von dem es Anfang des 17. Jahrhunderts an seine Tochter Hedwig und Georg von Proskau gelangte. 1732 erwarb es die Stadt Sprottau.

## Sehenswürdigkeiten
- Die katholische Pfarrkirche Mariä Geburt (polnisch Kościół parafialny Narodzenia Najświętszej Marii Panny) ist eine gotische Saalkirche. Sie wurde 1376 erstmals erwähnt und war während der Reformation 1540 bis 1668 protestantisch.  Die Orgelempore stammt aus dem Jahr 1568. Im letzten Viertel des 18. Jahrhunderts wurde die Kirche im Barockstil umgebaut. Es ist ein Langhaus mit Sterngewölbe sowie zweijochigem Chor mit Kreuzrippengewölbe. An der Südseite des Chors befinden sich die Sakristei und der rechteckige Turm mit Vorhalle und Walmdach. Erhalten sind u. a. zwei Flügel eines spätgotischen Triptychons. Auf dem Flachrelief, das dem „Meister des Gießmannsdorfer Altars“ zugeschrieben wird, werden Szenen aus dem Marienleben dargestellt. Der Renaissance-Taufstein entstand um 1590.[1]
- Im Südosten der Kirche wurde 1440 bis 1490 ein befestigter Hof für die Familie von Nostitz errichtet. Nach 1559 wurde er durch Fabian von Schoenaich als befestigtes Schloss umgebaut. 1709 wurde es barockisiert und ein Barockgarten angelegt. Es ist ein zweigeschossiger Rechteckbau mit Mansardwalmdach. Am Balkonportal befindet sich eine Wappenkartusse. Der Saal im Erdgeschoss ist mit einem Strengewölbe verziert. Der barocke Kamin stammt aus dem 18. Jahrhundert.[1]
- Im Süden davon liegen zwei freistehende, kreisförmige Basteien aus dem 16. Jahrhundert. An den Fassaden haben sich Reste einer Sgraffitodekoration erhalten. In den sechseckigen Innenräumen sind Reste von Wandmalereien zu sehen, u. a. eine Darstellung Gottvaters mit Passionssymbolen sowie eine teilweise erhaltene illusionistische Kuppel mit Laterne.[1]

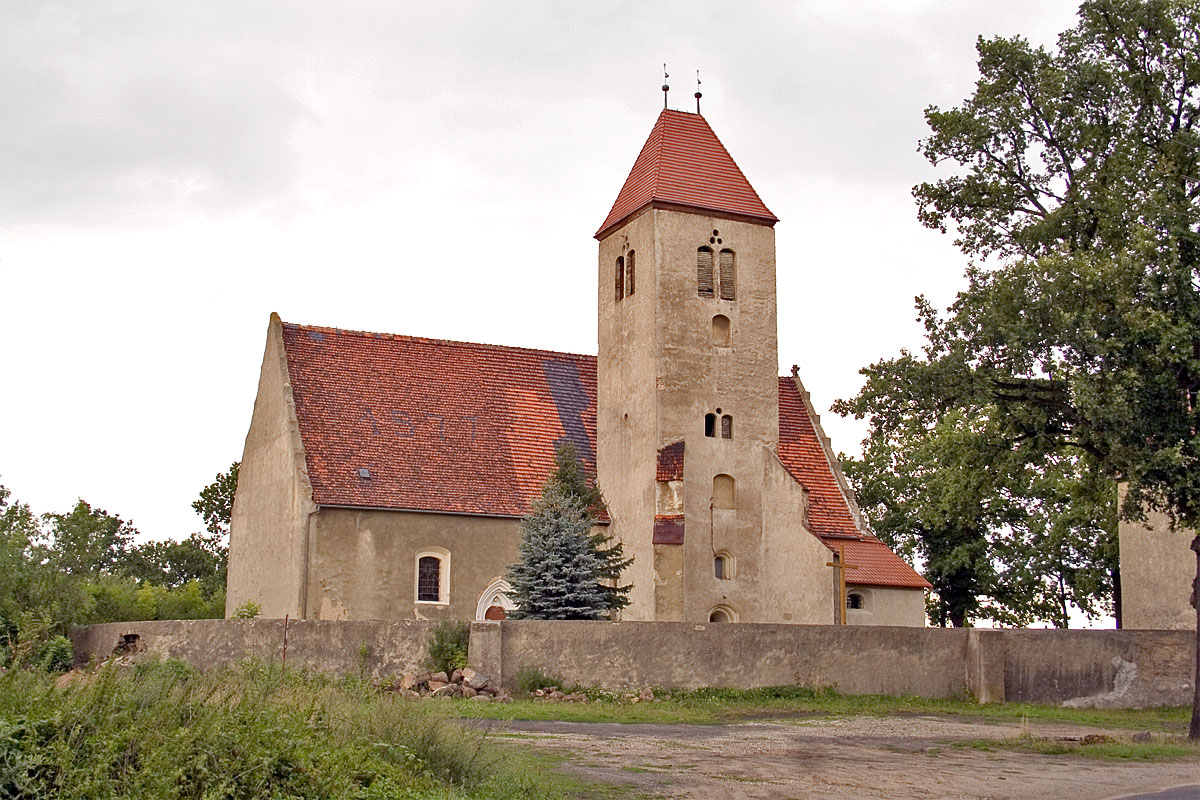
Pfarrkirche Mariä Geburt
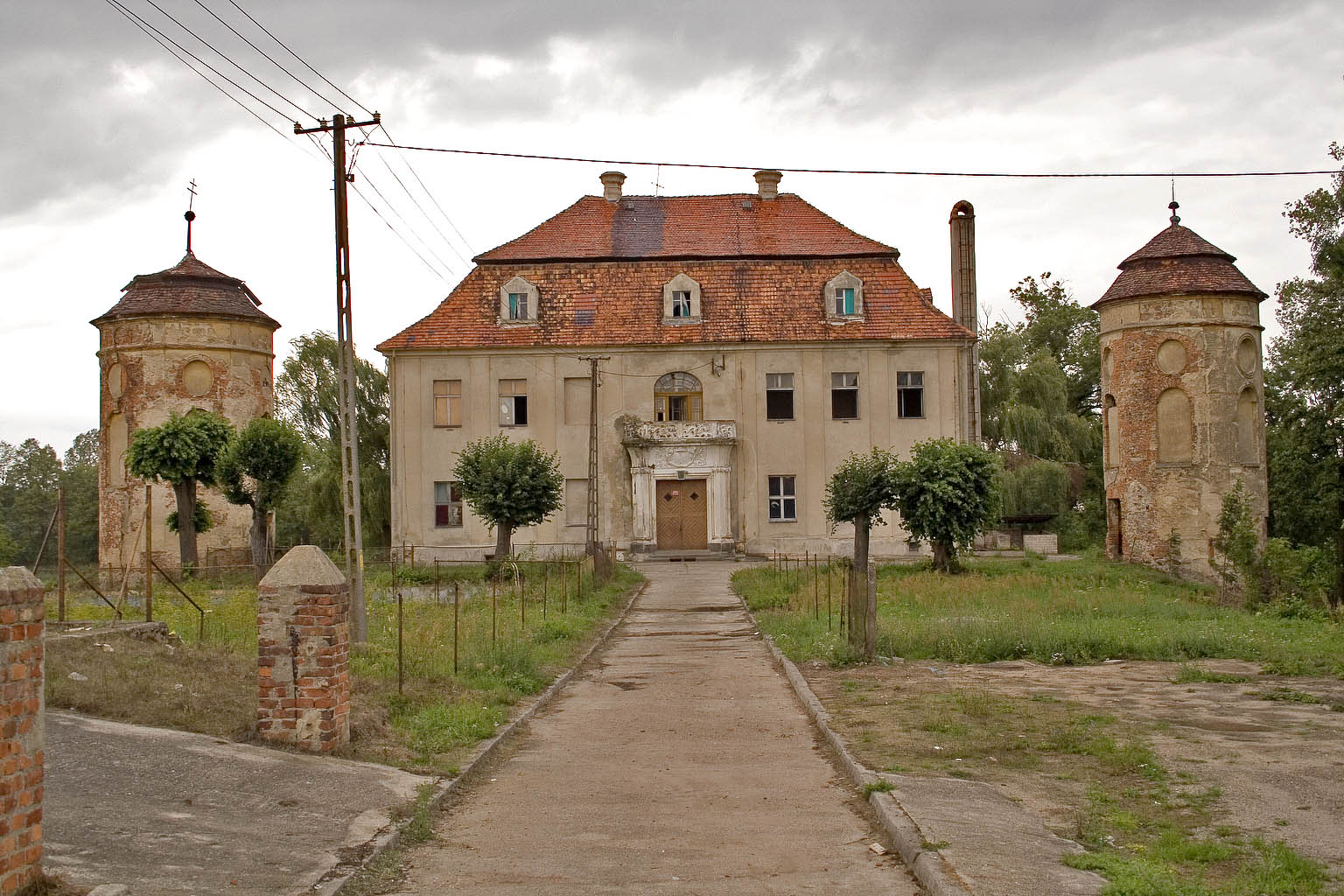
Schloss Hertwigswaldau mit zwei Basteitürmen
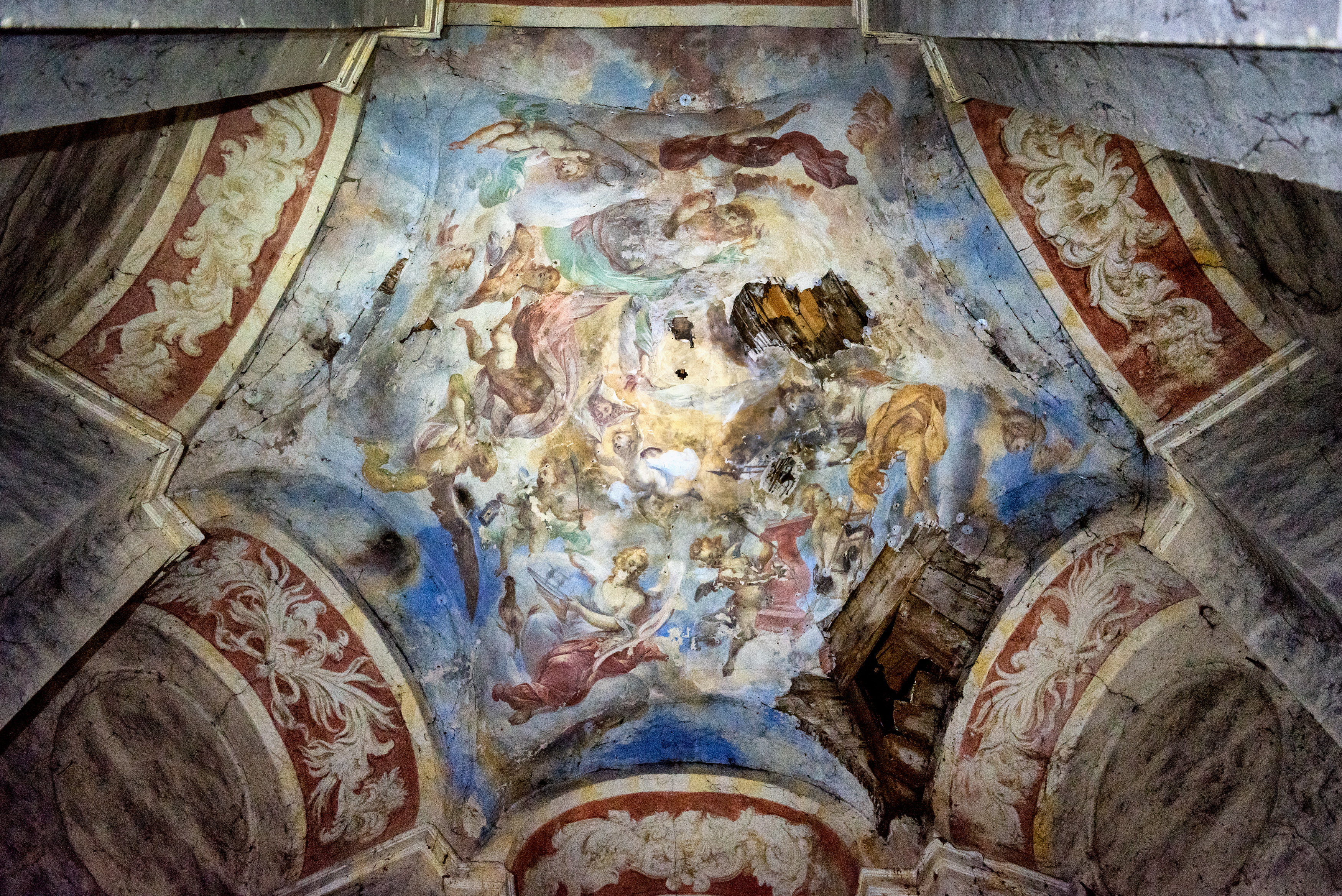
Deckengemälde in einer der Basteien